# Paulton
Paulton är en ort och civil parish i Storbritannien.   Den ligger i kommunen Bath and North East Somerset och riksdelen England, i den södra delen av landet, 170 km väster om huvudstaden London. Paulton ligger 124 meter över havet och antalet invånare är 4 873.
Terrängen runt Paulton är huvudsakligen platt, men västerut är den kuperad. Runt Paulton är det ganska tätbefolkat, med 144 invånare per kvadratkilometer. Närmaste större samhälle är Bristol, 18,0 km norr om Paulton. Trakten runt Paulton består i huvudsak av gräsmarker.